# トイ・ストーリー2
『トイ・ストーリー2』（原題：Toy Story 2）は、1999年のアメリカ合衆国のアニメーション映画。ディズニー&ピクサー製作。日本での公開日は2000年3月11日。

## 概要
『トイ・ストーリー』の続編であり、ピクサーの長編アニメーションとしては3作目となる。監督は前作に引き続きジョン・ラセターが務めた。ゴールデングローブ賞 作品賞を受賞している。
パート2という事で、当初はディズニーの慣習に倣ってビデオソフト用作品としてラセター抜きで制作が進められたが、出来の良さから劇場公開作品に昇格した逸話を持つ（しかしピクサー内部ではクオリティを危惧する声が挙がり、ラセター主導で急遽全面的に作り直されている）。しかしこの事で契約上の問題が生じ、一時ディズニーとピクサーとの関係が悪化した一因となった。
劇中、日本の有名コレクター「Mr.KONISHI」が電話の相手として登場するが、「KONISHI」とは、ピクサーに実在する日本人の女性社員「小西さん」（Sonoko Konishi）から名付けられた。　その「Mr.KONISHI」や、おもちゃ屋の「アル」はラセターとも面識がある世界的おもちゃコレクター（「ブリキのおもちゃ博物館」館長の北原照久）がモデルとなっている。　
日本ではじめてデジタル上映方式DLP（映画専用）にて公開された映画である。
2009年10月2日には、前作『トイ・ストーリー』とともにデジタル3D版として、2本立てで2週間限定で全米公開。日本では2010年2月6日に公開。スティーヴン・ジェイ・シュナイダーの『死ぬまでに観たい映画1001本』にも掲載されており、Rotten Tomatoesの支持率100%の映画のうちの１つでもある。

## ストーリー
前作の冒険で、共に危機を脱して「アンディのお気に入りのおもちゃ」として固い友情を誓ったウッディ（トム・ハンクス/唐沢寿明）とバズ・ライトイヤー（以下「バズ」と表記、ティム・アレン/所ジョージ）は、いつものようにアンディ少年（ジョン・モリス/北尾亘）に楽しく遊んでもらっていた。今ではアンディ少年の利口な飼い犬バスター（フランク・ウェルカー）も、おもちゃたちの良い友達である。
だが、そんなおもちゃたちには実は秘密があり、本当は人間が見ていないときは自由に歩き回ったりおもちゃ同士でおしゃべりしたりする。これは「絶対に人間に知られてはいけないおもちゃたちのルール」なのである。
そんなある日、ウッディの右肩の糸がほつれて綿がはみ出してしまった。カウボーイ・キャンプにウッディを連れて行こうとしていたアンディは落胆し、ひとりでキャンプに出かけるが、ウッディは連れていってもらえなかったことを深く落ち込む。挙句には自分がアンディに捨てられる悪夢まで見る始末。そんな矢先にガレージセールで不要品を売る事になり、アンディの部屋からは長らく棚の上に忘れられ、その上ホコリを被ってしまい鳴けなくなっていたペンギン人形ウィージー（ジョー・ランフト/佐古正人）が売りに出される事に。
おもちゃ仲間が売りに出されたウィージーを心配する中、ウッディはほつれた体をおしてバスターを駆り、ウィージーを救出する作戦を決行する。だが入れ違いにウッディがガレージセールの列に取り残されてしまった。おまけにたまたまガレージセールを見に来ていたおもちゃマニアで玩具量販店「トイ・バーン」経営者アル（ウェイン・ナイト/樋浦勉）に見つけられ、ウッディを譲ってほしいとママ（ローリー・メトカーフ/小宮和枝）に交渉するが、ママは売るのを拒否した。しかし、アルは隙を突き、ウッディを強奪してしまう。このままではウッディが日本のおもちゃ博物館に売り飛ばされてしまう。バズたちアンディのおもちゃは、盗まれてしまったウッディを救出するべく行動を開始した。
一方、アルの自宅に連れてこられたウッディは驚く秘密を知る。彼は白黒テレビの時代には絶大な人気を誇りながら、スプートニク・ショックのあおりを受けて打ち切りとなったカウボーイ・ドタバタ人形劇『ウッディのラウンドアップ』の主役で、今では数少ないキャラクターグッズだった。
往年の人気番組だけあって、ランチボックスやレコード・ラジオといった様々な関連グッズが揃い、また同じ人形劇内に登場していた人形仲間であるお転婆カウガール人形ジェシー（ジョーン・キューザック/日下由美）や、ちょっとそそっかしい金鉱掘りプロスペクター（ケルシー・グラマー/小林修）、そしてウッディ、ジェシーの愛馬であるブルズアイ（フランク・ウェルカー）とも出会ったウッディは、ただただ呆然と自分の「レアグッズ」としての価値を認識する。そしてウッディを加えた「ラウンドアップの仲間」は、近い内に日本のおもちゃ博物館に売却され、永久保存されるのだという。しかし、ウッディは持ち主がいるので行けないと断る。それを聞いたジェシーたちは「セットでないと倉庫に逆戻りにされてしまう」という。ウッディは戸惑ってしまう。
翌日、ウッディはアルの手配したおもちゃの修理職人に丁寧に修復され、長い間に落ちた塗装は塗り直され、汚れはきれいにされて、ピカピカの新品同様になる。嬉しそうなウッディにジェシーは自分の過去を語る。ウッディと同じように持ち主に大切にされたが、やがて持ち主が成長してベッドの下に忘れ去られ、そのまま捨てられた後、ガレージセールで売りに出された過去を述べていた。プロスペクターに至ってはおもちゃ屋の棚で売れ残ってしまった事からすっかり心を閉ざしてしまっていた。そして、「アンディは大人になるが、止められない。日本の博物館に行けば、ラウンドアップの仲間たちは永遠に一緒だ」とウッディを唆す。それにウッディは同情して、自分も博物館に行くことを決意する。
一方、ウッディを助けに来たバズ、スリンキー・ドッグ（ジム・ヴァーニー/永井一郎）、ミスター・ポテトヘッド（ドン・リックルズ/名古屋章）、ハム（ジョン・ラッツェンバーガー/大塚周夫）、レックス（ウォーレス・ショーン/三ツ矢雄二）はアルのトイ・バーンでウッディを探していた。その途中でバズがアクションベルト付きのニュー・バズに捕まり、成り代わられてしまった。一同が混乱する中、ようやくアルの自宅にたどり着き、ウッディと再開したアンディのおもちゃ達は本物のバズと遭遇する。本物のバズはウッディに帰るように言うが、ウッディはラウンドアップの仲間を見捨てたくないと言い、日本へ向かうことを告げる。命がけで助けに来たのにそれを無下にするような発言にバズは仲間に帰るよう促し失意のまま立ち去る。途方に暮れたウッディがビデオを見ると、そこには「君はともだち」を歌っている途中で子供に抱きしめられている自分の姿があった。それを見たウッディは自分の過ちに気付き、アンディの家へ帰ることを決意し、バズたちに再度帰りたいと言い、バズも安堵の表情で応じる。そして、ラウンドアップのみんなを連れて一緒に帰る為にジェシーとブルズアイを説得するが、プロスペクターだけは反対だった。子供を嫌い、誰よりも博物館に展示されることを望んでいた彼は、ウッディの考えを全く聞き入れずに「誰にも邪魔はさせんぞ」と言い放つ。そして、プロスペクターはウッディを無理やり箱に入れると、そのままアルに連れていかれてしまった。バズたちもエレベーターに乗ってウッディを追うが、そこには悪の帝王・ザーグがバズを倒す為に待ち構えていた。ニュー・バズがザーグに苦戦しているのを見たレックスは、自身の尻尾でザーグをエレベーターから突き落とし、撃退する。バズのゲームでザーグを倒せられなかったレックスは、本物を倒したと大喜び。一方、バズたちはあと一歩のところで、ウッディを救出できずにいた。そこで彼らは近くにあった、ピザ・プラネットの車を運転して追いかけようとした。バズはニュー・バズを誘おうとするが、彼は改心したザーグと親子のように仲良くしていたため（実際、設定ではバズの父親はザーグである事がザーグ本人から明かされている）、その場をあとにした。
なんとか飛行場に着いたバズたちは飛行場内でウッディを捜索する。ようやくウッディを見つけたバズだったが、プロスペクターに殴り倒されてしまう。怒ったウッディはプロスペクターに殴りかかるも逆にやられ、せっかく直してもらったばかりの腕に傷をつけられてしまう。プロスペクターは「バラバラにされるのが嫌ならついてこい」とウッディを脅すが、ウッディは断った。完全に怒ったプロスペクターはウッディにツルハシを振り下ろし、バラバラにしようとするが、バズたちのフラッシュ攻撃に怯んで、バズに捕まってしまった。プロスペクターは「いつか捨てられる」と悪あがきをするが、ウッディは「なんとでも言え、お前にも遊びの楽しさを教えてやる」とプロスペクターを、人形にメイクをする女の子のリュックに入れて見事撃退する。プロスペクターを追い払ったウッディたちはブルズアイとジェシーを助けようとするが、一足遅くジェシーだけがそのままエアカーゴの中へ。このままだとジェシーはアルと共に日本へ飛ばされてしまう。ウッディとバズはブルズアイに乗り、エアカーゴまで走っていった。
ジェシーの入った箱は他の荷物と共に飛行機内へ。ウッディも荷物に紛れて、飛行機に入ることに成功する。ウッディはジェシーを見つけて帰ろうとするが、ジェシーは嫌われると不安がっていた。しかし、ウッディからアンディに妹がいると聞かされて、上機嫌のジェシーは早速飛行機から降りようとするが、飛行機のドアは閉まってしまった。そこで彼らは非常口から出ようとするが、ウッディが足を滑らせて落ちそうになり、ジェシーはウッディの腕を掴むが、ウッディは帽子を落としてしまった。その時、帽子をキャッチしたのはブルズアイに乗ったバズだった。飛行機が離陸する前になんとかしなくては。そこでウッディはバズを飛行機の車輪の後ろに誘導させ、背中の紐を車輪のネジに引っ掛けた。ウッディはジェシーに「番組の最終回だと思えばいい」と言うが、ジェシーは「打ち切りになったままよ、どうなるのかもわからないのに」と言い返す。そんな彼女にウッディは「俺達で続きを作ろう」と言うとジェシーは決心して飛び降り、そして見事ウッディとジェシーは、アルの魔の手から逃れ、無事にブルズアイの上に着地する。アルはもちろん、飛行機は彼らが降りていることも知らずに飛び去っていった。ジェシーはウッディの活躍に感激し、そのままアンディの家に帰っていった。
アンディがキャンプから帰って来た。ウッディを心配していたアンディが棚の上を覗くと、そこにはウッディはいなかった。そして、振り向くとベッドには「おかえりアンディ」と書かれたボードとおもちゃたちがアンディを待っていた。アンディはママが新しいおもちゃを購入したと勘違いしながらも喜び、ジェシーとブルズアイもアンディのおもちゃの仲間入りになって喜んでいた。その後、ウッディの破れた腕はアンディによって修理された。ウッディも一安心。一方、帰ってきたミスター・ポテトヘッドもミセスとラブラブだった。しかし、なんとピザ・プラネットのリトル・グリーンメンたちまでついてきてしまい、さらにミセスは「この子達を養子にしましょう」と提案し、ミスターは呆れかえってしまった。さらにウィジーが修理され、普段とは違う男らしい声で歌い出した。ウッディはアンディの将来を心配していたが、バズと共にアンディを見守ることにした。そして、アンディのおもちゃたちはウィジーの歌を聞いて盛り上がっていた。

## 登場キャラクター

### 主要キャラクター
ウッディ （Woody）
アンディのお気に入りのカウボーイ人形。実はプレミアものの人形であることが判明し、おもちゃ屋の経営者アルに盗まれてしまう。連れて行かれた先で往年のTV人形劇『ウッディーのラウンドアップ』のキャラクターであるジェシー、ブルズアイらと出会い、プレミアとして日本にある博物館に保存されるか、アンディのおもちゃのままでいるかの板挟みとなる。当初はジェシーたちの境遇に同情し、アンディにいずれ忘れられるかもしれない悩みから、日本へ行こうとし、救出に来たバズたちを拒否したが、その場に流れたビデオを見てアンディへの気持ちを思い出し、日本へ行こうとしたことを間違いと気づきバズにアンディ家に戻る旨を伝えた。アルのビルから飛行機まで過酷な救出劇の末、見事に帰還した。
バズ・ライトイヤー （Buzz Lightyear）
最新のおもちゃであるスペース・レンジャー。第一作では自分を本物のスペース・レンジャーだと思いこんでいたが、後に自分がおもちゃであることを知り落胆する。しかしウッディからおもちゃとしての喜びを教わったことで、彼の親友となる。ポテトヘッド、ハム、レックス、スリンキーらと共に誘拐されたウッディを救出しにいく。アルのいるビルにたどり着き、ウッディがコレクターズアイテムと誤解し天狗になるウッディに「君はただのおもちゃだ」と前作で自分を説得したウッデイに言われた言葉をそのまま言い放ちアンディの家に戻るよう説得する。しかしそれに応じなかったため呆れて仲間と共に撤退する。想定外の裏切りに落胆するが、ビデオを見たウッディが自分の過ちに気付き声をかけられると仲間と共に「いいぞカウボーイ」と喜んで歓迎した。ウッディ救出の際にプロスペクターに殴られたが、隙を見てウッディを斧で襲撃しようとするプロスペクターにカメラのフラッシュ攻撃で反撃するとプロスペクターは怯んだ。その隙に斧を落とし、捕まえると日本に行く飛行機の別の搭乗者の少女のカバンに押し込み、プロスペクターの野望を阻止して仕返しに成功した。特報では突然ウッディの隣に飛んで来て、主人公を名乗る。
ジェシー
『ウッディのラウンドアップ』に登場していたカウガール人形。ヨーデルが得意。以前は「エミリー」という女の子のお気に入りのおもちゃとして大切にされていたが、エミリーの成長と共にベッドの下に忘れられ捨てられてしまった過去があり、彼女の深いトラウマとなっている。そのため、ウッディから「博物館へは行かない」と言われた際にはジェシーの事情を知らないウッディに対して「酷いよ。どうして(アンディの元に)帰るなんて言うの？」と的外れな怒りと悲しみをぶつける。以降もウッディを一方的に罵るだけでなく喧嘩もし、ウッディを負かすこともあった。しかし、プロスペクターの仲裁でウッディが自分たちを見捨てようとしたわけではないことを知り、謝罪こそしてないが態度を改め和解した。そしてあれだけ行きたがっていた日本への夢を捨て、アンディの新しいおもちゃへの仲間入りを決意し、飛行機でのウッディとバズの救出によってウッディの帰還と同時にブルズアイと共にアンディ家の新しいおもちゃに加わった。
ブルズアイ
ジェシーとプロスペクター同様捨てられたおもちゃで日本の博物館に飾られる予定だった。一度日本へ行きかけたウッディがアンディ家に戻る決意をした際、ジェシーと共に自身もアンディ家に加わることを決意し、ジェシー同様アンディの新しいおもちゃ仲間となった。アルの乗った日本へ行く飛行機に閉じ込められたウッディとジェシーの脱出の際は自分の身体にバズを乗せて走り、2組の脱出の手助けに貢献した。ウッディの愛馬となり、人懐っこい性格でウッディに非常に懐いている。アルのビルでは箱に入って身動きが取れないプロスペクターをウッディの喋る方向へ箱を動かしていた。

### 仲間
バスター
アンディ家の飼い犬。ウッディに忠実で、元々はアンディが伝授した芸をしたり、ウィージーを助けるために協力したりなど、頼もしい仲間。終盤では同じ犬であるスリンキーと会話していた。
ボー・ピープ
ランプスタンドの羊飼いの少女の人形。ウッディのガールフレンド。自分の分までウッディを助けてほしいとバズに懇願する。アンディの妹モリーの手に渡るが、最終的に知人の男性の元に渡り本作を最後に登場しなくなる。
ウィージー
音が出るペンギンのおもちゃ。元々修理に出す予定だったが忘れ去られていた。そしてヤード・セールに売られそうになったところをウッディに助けられる。終盤では修理されて自慢の声も元に戻り、普段から想像もつかないほどの美声で歌った。NGシーンではマイクを取るのに失敗している。本作を最後に登場しない。
レックス
恐竜のおもちゃ。見た目とは裏腹に臆病。ゲームが大好き。ニュー・バズがザーグに襲われた時は機転を聞かせてザーグを倒し、ニュー・バズを助けた。バズ達から大きな頭で柵の突破などに利用された。NGシーンでは柵に突撃するも、ネジが固定されたため失敗した。
ハム
ブタの貯金箱のおもちゃ。本人曰く「小銭だけで6ドル以上」積んでいるらしく、転んで蓋が取れた時は大量の小銭をこぼしていた。
スリンキー・ドッグ
胴体がバネになっている犬のおもちゃ。おもちゃの中でも特にウッディと長い付き合いにして最も古いおもちゃだが、バネは丈夫でジェシーとブルズアイの身柄を拘束した。NGシーンではお利口な自分の尻に溺愛する場面がある。
ミスター・ポテトヘッド
ジャガイモ頭の人形。顔のパーツの取り外しが可能。本作では妻のミセスとラブラブ。ウッディ救出の際には予備のパーツを入れてもらったが、パーツを間違えて壁にぶつかるというドジなシーンもあった。NGシーンではミセスに背中にヨーヨーや粘土、鍵やスーパーボールなど大量の道具を入れられた。
ミセス・ポテトヘッド
ミスターの妻で、彼と同様顔のパーツの取り外しが可能。ミスターに対してお節介とも言えるほど世話を焼く。NGシーンでは彼の背中にゴルフボールや猿の餌、スナック菓子やクレヨンなど大量の道具を入れていた。
ニューベルト付きバズ・ライトイヤー
新たに発売されたベルト付のアクション人形。前作のバズ同様、自分がおもちゃであることに気づいておらず、途中で本物のバズに成り代わってウッディたちが混乱する場面もあった。
エレベーターの天井でザーグと交戦。最初は優位に立ったものの、次第にザーグに追い詰められてしまい、ザーグに降伏を迫られるも「貴様は父の仇だ」とこれを拒否する。しかしザーグから「私はお前の父だ」と衝撃的な事実を告げられ絶叫した。その後はすっかりザーグと打ち解け、2人でキャッチボールをしていた（小説版では動かないザーグを埋葬する旨をウッディたちに告げる）。
リトル・グリーン・メン
元々はピザ・プラネットの景品だったが、車から落ちそうになったところをミスター・ポテトヘッドに助けられる。その後はそのままついていき、最終的にミセスの考案で彼らの養子となった。

### 敵
プロスペクター
実は本作のディズニー・ヴィランズ。別名はスティンキー・ピートだが、日本語吹き替え版にはその名前は登場しない。一見すると気のいい好々爺だが、内心は博物館での保管を誰よりも望み、己の野望を貫く為には周囲の意見を尊重せずにどんな手段も厭わない冷酷な性格でウッディ達のこともその為の道具としか思っていない。ウッディが心変わりをするや否や本性を現してウッディ達に博物館行きを迫るが、空港内で助けに来たバズたちと共闘したウッディに捕まる。それでも彼は「玩具はいずれ飽きて捨てられる」と皮肉るも、ウッディから「おもちゃとして誰かに遊ばれる楽しさを学べ」と言われ、フラッシュ攻撃で怯んだ際に斧を手放したことでバズに捕獲されると別の搭乗者の女の子のリュックに押し込まれ、博物館での保管という夢もなくなった。NGシーンではおならをしたり、バービー人形と楽しく会話をするお茶目な一面が見れる。
ザーグ
プロスペクター同様、本作のディズニー・ヴィランズで物語でのバズの宿敵。ゲームとおもちゃのザーグは声は同じだが、まったくの別物。イオンブラスターと呼ばれる、光線銃が武器（おもちゃではピンポン玉を撃つ）。ニュー・バズのザーグに対して「お前は父を殺した」という発言に対して「お前の父は私だ」と衝撃的過ぎる発言をしている。エレベーターでニュー・バズを襲うも、レックスによってエレベーターから突き落とされてしまったが奇跡的に生還し、ニュー・バズと親子としてキャッチボールをしており、利己的な理由で仲間を裏切ったプロスペクターと異なり、幸せになった（小説版では転落後、意識を失っていた）。
アル
人間側のディズニー・ヴィランズ。アルのトイ・バーンの店長。金への執着が凄まじく、大儲けする狙いでヤード・セールでウッディを盗んだ張本人。博物館でウッディたちを日本に売り払おうとしたが、終盤でウッディたちを失う。その後は業界をクビにされたのか、玩具がたったの1ドルという安売り閉店セールをする羽目になり、そのCM中に号泣していた。

## 声の出演
| 役名                                    | 原語版声優                                  | 日本語吹替                  |
| --------------------------------------- | ------------------------------------------- | --------------------------- |
| ウッディ                                | トム・ハンクス                              | 唐沢寿明                    |
| バズ・ライトイヤー                      | ティム・アレン                              | 所ジョージ                  |
| ニューベルト付きバズ・ライトイヤー      | ティム・アレン                              | 所ジョージ                  |
| ジェシー                                | ジョーン・キューザック                      | 日下由美                    |
| ジェシー                                | ヨーデル部分: メアリー・ケイ・バーグマン    |                             |
| プロスペクター （スティンキー・ピート） | ケルシー・グラマー                          | 小林修                      |
| ミスター・ポテトヘッド                  | ドン・リックルズ                            | 名古屋章                    |
| スリンキー・ドッグ                      | ジム・ヴァーニー                            | 永井一郎                    |
| レックス                                | ウォーレス・ショーン                        | 三ツ矢雄二                  |
| ハム                                    | ジョン・ラッツェンバーガー                  | 大塚周夫                    |
| ボー・ピープ                            | アニー・ポッツ                              | 戸田恵子                    |
| アンディ                                | ジョン・モリス                              | 北尾亘                      |
| アル                                    | ウェイン・ナイト                            | 樋浦勉                      |
| アンディのママ （デイビス夫人）         | ローリー・メトカーフ                        | 小宮和枝                    |
| ミセス・ポテトヘッド                    | エステル・ハリス                            | 楠トシエ                    |
| 軍曹 （グリーン・アーミーメン）         | R・リー・アーメイ                           | 谷口節                      |
| ウィージー                              | 台詞：ジョー・ランフト 歌：ロバート・グーレ | 台詞：佐古正人 歌：鈴木康夫 |
| レニー                                  | ジョー・ランフト                            | 桜井敏治                    |
| リトル・グリーン・メン                  | ジェフ・ピジョン                            | 桜井敏治                    |
| ミスター・スペル                        | ジェフ・ピジョン                            | 石井隆夫                    |
| ザーグ                                  | アンドリュー・スタントン                    | 佐々木梅治                  |
| 修理屋                                  | ジョナサン・ハリス                          | 佐々木梅治                  |
| バービー                                | ジョディ・ベンソン                          | 高橋理恵子                  |
| ロッキー                                | ジャック・エンジェル                        | 小池浩司                    |
| ヤードセールでの母親                    | ミッキー・マッゴーワン                      | 田辺静恵                    |
| モリー                                  | ハンナ・アンクリッチ                        | 原語版流用                  |
| ブルズアイ                              | フランク・ウェルカー （ノンクレジット）     | 原語版流用                  |
| バスター                                | フランク・ウェルカー （ノンクレジット）     | 原語版流用                  |
| つなぐでござる                          | フランク・ウェルカー （ノンクレジット）     | 原語版流用                  |
| フリック                                | デイブ・フォーリー （ノンクレジット）       | 宮本充                      |
| ハイムリック                            | ジョー・ランフト                            | 島香裕                      |
| ミスター・コニシ                        | フィル・プロクター                          | 石井隆夫                    |
| 店員                                    | 不明                                        | 竹若琢磨                    |
| 女の子                                  | 不明                                        | 石川悦子                    |
| その他の声の出演                        | ボブ・バーゲン ジェス・ハーネル、他         | 不明                        |

## スタッフ
- 総監督：ジョン・ラセター
  - 共同監督：リー・アンクリッチ、アッシュ・ブラノン
- 原案：ジョン・ラセター、ピート・ドクター、アッシュ・ブラノン、アンドリュー・スタントン
- 脚本：アンドリュー・スタントン、リタ・シャオ、ダグ・チャンバーリン、クリス・ウェッブ
- 音楽：ランディ・ニューマン
- 製作：ヘレン・プロトキン、カレン・ロバート・ジャクソン
- 製作総指揮：サラ・マカーサー
- ストーリー・スーパーバイザー：ダン・ジェップ、ジョー・ランフト
- 編集：エディ・ブレイマン、デヴィッド・イアン・ソルター、リー・アンクリッチ
- プロダクション・デザイン：ウィリアム・コーン、ジム・ピアソン
- スーパーバイジング・テクニカル・ディレクター：ギャリン・サスマン
- スーパーバイジング・アニメーター：グレン・マックィーン
- 撮影監督：シャロン・カラハン

## 日本語版制作
- 演出：松岡裕紀
- 吹替翻訳：いずみつかさ
- 音楽演出：深澤茂行
- 録音：伊藤恭介、久連石良文
- 調整：井上秀司
- 録音制作：スタジオ・エコー
- 日本語版制作：DISNEY CHARACTER VOICES INTERNATIONAL, INC.

## トリビア
- 本作の序盤とラストシーンでレックスとハムが遊んでいるゲーム機は任天堂から発売されたSNESである。
- 当初、本作はディズニーの続編作品の慣例に従いビデオ&DVDでの発売のみの計画だったが、その出来の素晴らしさに、ディズニー側を説得して劇場公開へと計画変更された。そのため、後に本作をディズニーとピクサーとの映画製作契約本数に含めるか否かで揉める事となった。
- 冒頭のバズの飛行シーンでの舞台の惑星は、実は『バグズ・ライフ』のアントアイランドのデータを本作用にリメイクしたものである。また、最初の星空をよく目をこらして見ると、ルクソーJr.の星座が見える。
- ハムが超高速でテレビチャンネルを変えている際、テレビに『ルクソーJr.』『レッズ・ドリーム』『ティン・トイ』『ニックナック』といったピクサーの短編作品や、ピクサーの旧ロゴ（短編『ルクソーJr.』の冒頭で表示されていたもの）が一瞬映る。
- ウッディの帽子を探すシーンで、おもちゃ箱の中からソルジャーが運び出しているおもちゃの中に、後にアルの店でバービーが運転する車が映る。
- アルの店「AL'S TOY BARN(アルのトイバーン)」の店内はバグズ・ライフのディムやタックとロール、ハイムリックがいる他、バケット／ソルジャー、前作でアンディの部屋の天井からぶら下がっていた飛行機など、見覚えのあるおもちゃが随所に見られる。
- バズ達がウッディ救出をする為に空港に向かったが、その為に使ったのはピクサーで御馴染みのピザプラネットの車である。その際、メタ的な要素として「またピザか」というセリフも存在する。
- アンディーの部屋にかかっている8月のカレンダーの絵は、バグズ・ライフのものである。
- 本作のDVDには、エミリーの乗った車が暴走して大破する未公開シーン（スタッフがお遊び目的で作ったもの）がある。
- 空港のアナウンスにて"LassetAir Flight A113"とアナウンスされている。LassetAirは監督のジョン・ラセターにかけられている。
- ヤードセールのシーンでは、前作でシドの部屋にあった机や鍵、バグズ・ライフで使われた首輪などが映っている。
- バズがもう一人のバズに言う「コード546」とは、脚本家のアンドリュー・スタントンの市外局番からきている。
- ウッディの修理のために呼ばれた修理屋は、ピクサーの短編作品『ゲーリーじいさんのチェス』の主人公、ゲーリーと同一人物である（外見に若干の差異はある）。道具箱の棚の一つに、チェスの駒が入っているのが確認できる。
- 『ラウンドアップ』でウッディ、本作のエンディングでウィージーが本シリーズの主題歌「君はともだち」を歌っている。
- 前作と同じく随所に『スター・ウォーズ』、『2001年宇宙の旅』、『ジュラシック・パーク』、『ゴジラ』などのパロディが見られる。
- 『バグズ・ライフ』のプロモーションで日本に来ていたピクサーのスタッフが、日本でエイリアンたち（リトル・グリーン・メン）がものすごい人気だという事を知り、当時製作中だった本作での露出を増やすようにした。特報にも大量に登場。
- エンディングのNGシーン集ではバグズ・ライフのフリックとハイムリックが登場する。
- 同じくNGシーン集ではプロスペクターが続編を匂わせる発言をしている。
- 『カーズ』のジョー・ランフト追悼シーンでは、エンディング直前にウィージーが歌うシーンが存在する。
- 英語版と海外（アメリカ以外）版とで、看板などの表記や表現を変える試みがされている。
  - 中盤のテレビ番組のシーンでは英語版ではバズの背景に星条旗が、海外版では地球儀と花火が映し出される。
  - 最後のシーンでウィージーが歌う台に使っている木製のブロックが、英語版ではブロックでW.H.E.E.Z.Yとなっているが、海外版ではアルファベットが☆に置き換えられている。
  - 最初のオープニングでは、海外版では『TOY STORY 2』の英語のロゴが出た後、海外版（各国の言語）のロゴがそれに重なるのに対し、英語版では『TOY STORY』のロゴの後、『2』が後から重なるオープニングだった。
  - これらはDVDの言語設定を英語にすれば表示されるようになる。
- 「スタッフのヒューマンエラーによって、本作のデータがほとんど消えてしまったことがある」と言われているが、後に元ピクサーの最高技術責任者が事実だと認めた。スタッフ総出で復旧作業にあたり直近のバックアップを掘り起こして作品を完成。しかし、その後プロダクションの要望で１から作り直すこととなった。
- 本作の初盤DVDは4:3サイズのトリミング版であるが、ワイド版の左右の映像を切っているだけではなく、4:3のテレビサイズ用にキャラクターの再配置がなされている。
- 2010年7月25日、テレビ朝日系の『日曜洋画劇場』で「番組史上初のアニメ映画」として放送された。設定上ノーカットの地上波初放送であるが、実際は変更点が多く存在する。以下にその例を挙げる。
  - オープニング前のディズニークレジットが『ウォーリー』から採用されるパターンになっている。
  - エンディングのNGシーン後はピクサークレジットまで全てカットされてある。
  - 登場する一部の広告の文が日本語に置き換えられている。
- 公開当時、スタジオジブリの宮崎駿監督のコメントが広告に大きく掲載されたが、アニメ製作者としてのジョン・ラセターに対する賛辞に終始しており、作品の内容、出来にはまったく触れられていない。
- 劇中曲『Zurg's Planet』が、朝日放送制作の番組『M-1グランプリ』の出囃子に使用されている。

## テレビ放映
| 回数 | 放送局     | 放送枠             | 放送形態       | 放送日         | 放送時間      | 放送分数 | 平均世帯 視聴率 | 備考                                                                                      |
| ---- | ---------- | ------------------ | -------------- | -------------- | ------------- | -------- | --------------- | ----------------------------------------------------------------------------------------- |
| 1    | TBS        | 水曜プレミア       | 本編ノーカット | 2004年4月28日  | 21:00 - 22:54 | 114分    | 14.0%           |                                                                                           |
| 2    | テレビ朝日 | 日曜洋画劇場       | 本編ノーカット | 2010年7月25日  | 21:00 - 22:54 | 114分    | 14.3%           | 「トイ・ストーリー3」公開記念で放送。「番組史上初のアニメ映画」として放送された。         |
| 3    | TBS        | 水曜プレミアシネマ | 本編ノーカット | 2012年7月18日  | 21:00 - 22:54 | 114分    | 10.6%           | 『メリダとおそろしの森』の公開記念で放送。                                                |
| 4    | TBS        | （なし）           | 本編ノーカット | 2013年12月20日 | 21:00 - 22:54 | 114分    | 6.1%            | 「XmasディズニープレミアシネマSP！」と題して、「トイ・ストーリー」と2夜連続で放送された。 |
| 5    | 日本テレビ | 金曜ロードSHOW!    | 本編ノーカット | 2020年3月13日  | 21:00 - 22:54 | 114分    | 10.8%           | 『2分の1の魔法』の公開記念で放送。                                                        |
| 6    | 日本テレビ | 金曜ロードショー   | 本編ノーカット | 2024年8月2日   | 21:00 - 22:54 | 114分    | 5.4%            | 『インサイド・ヘッド2』の公開記念で放送。                                                 |

- 視聴率はビデオリサーチ調べ、関東地区・世帯・リアルタイム。